# 气旋奥森
强烈热带气旋奥森（英語：Severe Tropical Cyclone Orson）是澳洲地区有纪录以来第4强烈的气旋，源于1989年4月17日的一股热带低气压，并在向西行进的过程中逐渐增强。4月20日，气旋达到五级强度，然后开始南下并加快移动速度。次日，气旋达到最大持续风速每小时250公里，最低气压904毫巴（百帕）的最高强度。保持此强度近两天之久后，奥森在西澳大利亚州丹皮尔附近登陆。进入陆地上空后，气旋加速向东南方向移动并迅速减弱，于4月22日进入大澳洲湾后消散。
奥森的强度虽高，但由于其袭击的是西澳大利亚州人烟稀少的地区，因此造成的破坏程度相对而言很轻。风暴共导致海上5人丧生，经济损失约2000万澳大利亚元（相当于1989年的1680万美元和2025年的4262萬美元）。海上一个可能已探测到新油田的天然气平台因气旋受损，据信该油田蕴藏有近3200万立方米石油，这次风暴的影响导致石油开采计划延迟了近两星期。西澳大利亚州的潘纳旺尼卡（Pannawonica）受灾最重，有70套民房受损。风暴过去后的清理成本达到500万澳大利亚元（相当于1989年的410万美元和2025年的1040萬美元）。由于风暴的猛烈程度，其名称“奥森”（Orson）在气旋季过后予以退役，此后都不会再在澳州地区热带气旋命名时采用。

## 气象历史
气旋奥森源于1989年4月17日澳大利亚达尔文西北方向海域的一股热带低气压，由澳大利亚国家气象局监控。系统这天保持向西南方向移动，之后转向西进并增强成热带气旋，因此获名“奥森”。联合台风警报中心也在这时开始对风暴进行监控，并将天气系统命名为“第28号热带风暴”。风暴继续增强，其前进速度在这一过程中也不断减缓，到4月19日，奥森已经达到澳洲热带气旋强度等级下的三级标准，成为强烈热带气旋。这天晚些时候，风暴达到四级强度并发展出風眼。这时奥森开始转向西南，于4月20日成为五级气旋，风力时速达到210公里。
联合台风警报中心的报告也表明气旋在这一阶段有显著强化，根据该机构的评估，奥森于4月22日达到最大持续风速每小时260公里强度，可以在萨菲尔-辛普森飓风等级下达到五级飓风标准。风暴大约就在这时直接从一个石油平台上空经过，整个平台在风眼中的时间约有40分钟，风眼直径约为40公里。平台上的气象站记录下904毫巴（百帕，26.69英寸汞柱）的气压，测到250公里的阵风时速时，气象站已受到严重破坏导致纪录中止。该气压数值在当时创下澳洲地区有纪录以来的最低值。不过，这一纪录之后已先后被包括1999年气旋格温达在内的3个气旋超越。这时奥森的直径约为555公里。

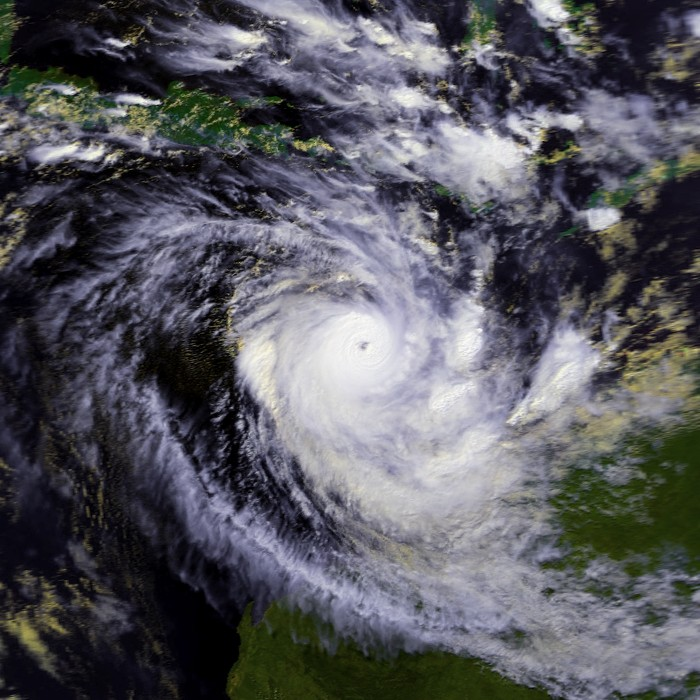
4月21日，正在增强的气旋奥森

气旋继续南下，加快朝一片冷锋逼近。协调世界时4月22日晚20点45分，气旋奥森以风力时速220公里强度在西澳大利亚州丹皮尔（Dampier）附近登陆。联合台风警报中心的报告中也表明风暴登陆时已有所减弱，风速估计为每小时230公里。风暴以每小时28公里速度前进并逐渐减弱，从潘纳旺尼卡上空经过。登陆不到12小时后，风暴的强度就已经低于三级标准。从这时起，联合台风警报中心停止对这一天气系统进行监控。4月23日晚21点左右，奥森在西澳大利亚州南部上空退化成热带低气压。风暴残留的移动速度逐渐提高到每小时50公里，于4月24日晚在大澳洲湾上空经过。最终气旋在进入海面上空数小时后消散。
澳大利亚国家气象局在衡量热带气旋强度时采用的是10分钟持续风速，而联合台风警报中心则是采用1分钟持续风速。两者间的换算系数为1.14。澳大利亚国家气象局估计气旋奥森的10分钟最大持续风速为每小时250公里，1分钟持续风速则高达每小时290公里。联合台风警报中心的数据则为1分钟持续风速每小时260公里，10分钟持续风速每小时220公里。

## 防灾措施和影响
| 排名             | 名称   | 年份 | 最低气压 毫巴（百帕） |
| ---------------- | ------ | ---- | --------------------- |
| 1                | 格温达 | 1999 | 900                   |
| 1                | 伊尼戈 | 2003 | 900                   |
| 3                | 乔治   | 2007 | 902                   |
| 4                | 奥森   | 1989 | 904                   |
| 5                | 馬库斯 | 2018 | 905                   |
| 6                | 西奥多 | 1994 | 910                   |
| 6                | 万斯   | 1999 | 910                   |
| 6                | 费伊   | 2004 | 910                   |
| 6                | 格伦达 | 2006 | 910                   |
| 来源：澳洲气象局 |        |      |                       |

随着奥森逼近西澳大利亚州海岸，气象部门敦促当地居民对风暴来袭做好准备；人们着手清理垃圾，绑好户外物品，确保救灾工具包能够正常使用。海上一处价值150万澳大利亚元的天然气平台上共计200名工作人员全部在风暴到达前撤离。由于登陆点人烟稀少，因此气旋奥森强度虽高，但造成的破坏程度却相对较轻。根据报道，风暴期间共有超过20位渔民失踪。
4月23日，三架飞机经搜救任务救回了约20名渔民，但仍有1人下落不明。风暴产生高达20米的巨浪，导致4名印度尼西亚渔民因船只沉没遇难。虽然阵风时速高达270公里，并且还有估计高达21米的狂浪，但海上的北兰金（North Rankin）天然气平台只出现轻度受损。巨浪还导致该平台找到一个蕴藏有超过3200立方米石油大型油田的时间延迟。海浪的冲击令用来寻找油田位置的钻机移位，对其重新归位需要耗费多日时间。工作人员对破坏程度进行评估后确认，钻机已经折断并扯断了两个锚的锁链，然后漂移到了距平台近2公里的位置；钻机的清理和重新定位工作一共导致油田开发项目延迟了近两周。该平台因气旋奥森一共遭受了约2000万澳大利亚元的损失（相当于1989年的1680万美元和2025年的4262萬美元）。
奥森登陆期间产生了3.1米高的风暴潮。风暴来袭时正逢退潮，正常潮水高度约为1.6米。沿海地区受到严重侵蚀，部分地点流失了近20米高的岩石。丹皮尔的阵风时速达183公里，气旋登陆点附近的一个气象站则记录下时速211公里的阵风。港口官员称，有许多船只的系锚被扯断，整艘船都被水冲到岸上。卡拉萨（Karratha）的气象雷达遭受了约价值90万澳大利亚元（相当于1989年的76万美元和2025年的193萬美元）的破坏，附近还有一个机场受损。波因特萨姆森（Point Samson）的突堤码头严重受损，最终只能拆除。
矿业小镇潘纳旺尼卡受灾最为严重，有70套民居因气旋受损。风暴沿途刮倒了许多树木，还致使多条输电线缆中断。奥森最终消散前还导致1人失踪，这名男子与他的游艇都失去了同外界的联系；之后的报道中确认他已经在风暴期间溺亡。此外，风暴还令20人受伤，60人流离失所，约1000人受到影响。估计整场风暴一共造成了的破坏价值2000万澳大利亚元（相当于1989年的1680万美元和2025年的4262萬美元），灾后修复工作又耗费了500万澳大利亚元（相当于1989年的410万美元和2025年的1040萬美元）。由于风暴的猛烈程度，其名称在气旋季后予以退役，之后永远都不会再在澳洲地区热带气旋命名时采用。

## 解释说明
1. ↑  风暴潮指平均潮汐高度和风暴产生潮汐高度之间的差距[21]。